# Podkarpacki Rajd Zimowy 1962
1. Podkarpacki Rajd Zimowy – 1. edycja Podkarpackiego Rajdu Zimowego. Był to rajd samochodowy rozgrywany od 2 do 4 marca 1962 roku o współczynniku 7. Była to pierwsza runda Rajdowych Samochodowych Mistrzostw Polski w roku 1962. Rajd został rozegrany na śniegu i lodzie. Miał charakter zjazdu gwiaździstego z Warszawy, Wrocławia, Bydgoszczy i Krakowa do Iwonicza. Rozgrywany był w obfitych opadach śniegu. Zwycięzcą został Andrzej Żymirski..

## Wyniki końcowe rajdu[1][2]
| Miejsce | Kierowca             | Pilot           | Samochód         | Klasa   | Punkty |
| ------- | -------------------- | --------------- | ---------------- | ------- | ------ |
| 1       | Andrzej Żymirski     | Jerzy Zaczeniuk | DKW Junior       | kl. 1   | 54     |
| 2       | Antoni Weiner        |                 | Škoda Octavia TS | kl. 6-7 | 73     |
| 3       | Ksawery Frank        | Marek Wachowski | Chevrolet        | kl. 2   | 86     |
| 4       | Marek Varisella      |                 | FSO Syrena 102   | kl. 3   | 89     |
| 5       | Krzysztof Komornicki |                 | BMW 700          | kl. 1   | 136    |
| 6       | Tadeusz Byzia        |                 | FSO Syrena 102   | kl. 3   | 159    |
| 7       | Michał Damm          |                 | BMW 700          | kl. 1   | 212    |
| 7       | Wiesław Trojanowski  |                 | FSO Syrena 102   | kl. 3   | 212    |
| 8       | Jan Soczek           |                 | Škoda Octavia TS | kl. 4-5 | 235    |
| 9       | Aleksander Sobański  |                 | Škoda Octavia    | kl. 4-5 | 241    |
| 10      | Kazimierz Jaromin    |                 | Peugeot 403      | kl. 2   | 253    |